# Љубица Марић
Љубица Марић (Крагујевац, 18. март 1909 — Београд, 17. септембар 2003) била је прва српска композиторка и академик Српске академије наука и уметности.

## Биографија
Љубица Марић је рођена у Крагујевцу 18. марта 1909. године од оца Павла (1863 — 1913) и мајке Катарине (1875 — 1964) рођене Ђорђевић, пореклом од Чолак-Антића. У Крагујевцу је тада њен отац Павле Марић службовао као зубар. Од 1911. године живела је у Београду, отац јој је погинуо у Другом балканском рату 1913. године. Виолину је почела да учи од своје једанаесте године, а убрзо потом је почела да се бави композицијом. У Ваљеву је похађала ниже разреде гимназије и први јавни наступ је имала у свечаној сали гимназије свирајући виолину. Композицију је учила код Јосипа Славенског и Милоја Милојевића. Музичку школу је завршила 1929. године у Београду, дипломирала је два одсека, виолину и композицију, и постала прва особа која је дипломирала композицију у Србији. Школа у коју је ишла сада се зове Музичка школа Мокрањац. Њен дипломски рад био је „Соната фантазија“ за соло виолину.
Студије музике је наставила у Прагу 1929. године, на Мајсторској школи Прашког конзерваторијума, где је композицију учила у класи Јозефа Сука, виолину код Маржака, а дириговање код Долежила и Николаја Малка. На Мајсторској школи за композицију у Прагу дипломирала је 1932. године. Завршила је и студије дириговања у класи Николаја Малка и тако постала једна од првих жена диригената у Европи и прва жена која је дириговала Симфонијским оркестром Чешког радија. За време студија у Прагу она и њена мајка Катарина су живеле у изнајмљеним собама и становима, а издржавале се захваљујући мајчином раду по кућама имућних прашких породица. Убрзо после тога напустила је Праг и уписала студије клавира на Државном конзерваторијуму у Берлину, у класи Емила Селинга.
Због потписивања манифеста свог пријатеља Војислава Вучковића, комунисте и поборника музике за „народне масе“, којим је оштро осуђена уметничка политика Шерхеновог фестивала на коме су обоје учествовали, Љубица Марић је 1933. изгубила Шерхенову подршку. Потом се вратила у Београд, где се бавила дириговањем. Затим се 1935. преселила у Загреб, где јој је претресан стан због преписке са Вучковићем, а била је и хапшена због неопрезне резмене антидржавних списа. Она никада нија била део комунистичких удружења или партија али се кретала у таквом друштву.
Следеће, 1936. године, преселила се поново у Праг на специјалистичке студије код Алојза Хабе на Одељењу за микротоналну музику Државног конзерваторијума. Алојз Хаба јој је понудио место асистента на Одељењу за четвртстепену музику Државног конзерваторијума у Прагу. Ту се бавила дириговањем. После тога се поново вратила у Загреб, да би се у јесен 1938. дефинитивно преселила у Београд.
У периоду од 1938. до 1945. године била је професор Музичке школе Станковић, затим од 1945. до 1967. године доцент и професор Музичке академије у Београду где је предавала теоријске предмете. Од 1947. до 1953. била је секретар Удружења композитора Србије. Бавила се дириговањем 1945. и 1946. на јавним студио концертима радија у Београду.
Добитник је више награда, неке од њих су:
- Награда Савезне владе (1949),
- Октобарска награда (1957),
- Седмојулска награда (1965),
- Октобарска награда за животно дело (1996).

За дописног члана Српске академије наука и уметности изабрана је 1963. а за редовног 1981. године у Одељењу ликовне и музичке уметности. Њена приступна беседа била је „Монотеметичност и монолитност облика фуге“ (1964).
Преминула је у Београду 17. септембра 2003. године.
У Архиву САНУ и у Музиколошком институту САНУ сачувана је њена богата преписка.

## Музички језик
Музичка реч Љубице Марић је јасна и језгровита, заснована на баштини европске прошлости, првобитно са изразитијим западноевропским узорима, а касније са духом који зрачи са балканског тла. У делима ове композиторке уочава се изразити утицај народне музичке традиције. За Љубицу Марић компоновати значи настављати, тј. не прекидати са нечим што је саставни део живота и самог детињства.
На почетку студија ауторка је показивала афинитет према четвртстепеној музици, а приметна је и краткотрајна фаза директног ослонца на фолклор у првим послератним годинама (Бранково коло). Међутим, строги атематизам и атоналност раних радова ишчезли су из њених композиција, док је задржала трајно интересовање за тражење новог звука и израза. Занимају је истраживања филозофске природе, па често посеже за архаичним мотивима. Упркос томе што је непосредан ослонац на фолклор изузетна појава у њеним делима, присуство појединих мелодијских покрета или тоналних елемената какви се у народном мелосу срећу ипак остварује атмосферу која носи печат нашег поднебља. У разговору са Зорицом Макевић Марићева истиче да је „свака жива реалност сложенија од било каквог ограничавања“. Додаје да се савременост и прошлост не супротстављају, већ се узајамно потврђују, заједно расту и прерастају у ново.
Роксанда Пејовић издвојила је три етапе у стваралаштву Љубице Марић. У делима прве стваралачке фазе проналазимо изражајне елементе њене касније зрелости. То су полифонија, сложена хармонска звучања, слободан музички облик и политоналност. У стваралаштву припадника прашке школе говори се о заокрету који се одиграо након Другог светског рата, тј. о испуњавању захтева које је наметао соцреализам. Ипак, у стваралаштву Љубице Марић се не може говорити о регресији у односу на њен дотадашњи стил, већ само, како наводи Мелита Милин, о другачијој врсти сложености. „Љубица Марић је далеко од конструктивистичких поступака, јер она готово није ни узела учешћа у заокрету, интроспективно загледана у унутрашње дубине, древне фолклорне слојеве и у духовност нашег средњег века.“ Стога дела друге фазе карактеришу потпуно јединство музике и текста, третман мелодике у распону од речитатива до врсте скандирања и акорада у оквирима удаљених регистара. Одлике зрелог стила јесу елементарност израза; наглашена древност и осећање исконског које на моменте добија стравичне и тамне, готово лајтмотивске снажне хармонске акценте; начин приказивања губљења звучности који се не доводи у везу са смрћу, већ са природним феноменом ишчезавања у смислу поновног рађања; необичан оркестарски колорит са облигатним клавиром и харфом; оргуљска звучања целокупног извођачког апарата; мало ангажовање оркестарских инструмената, компактност и густина оркестра у композицијама вез вокалног парта; продубљен полифони рад; коришћење остината; богатство полиметрије и полиритмике.
Савршено стопљени елементи народног израза и њене оригиналне инспирације показују саживљеност композиторке са тлом са којег су поникла остварења народне потребе и тежње за музичким стварањем. Архаични тон њених композиција постигнут је савременим средствима хармоније и оркестрације. Поседује афинитет према интензивно архаично обојеним темама медитативног карактера, лаганог и мирног протицања, без играчких асоцијација. „Савременост вертикале, као последица архаичности хоризонтале, суштина је те истовремености постојања и дејства прошлог и садашњег времена... то је стуб њене авангардности и основна црта њеног стваралачког creda.“

## Дела
Прву композицију је написала са деветнаест година, била је то „Туга за ђевојком“ за мушки хор, настала под утицајем Славенског. Дипломски рад „Сонату фантазију“ из музичке школе извела је и на пријемном испиту на Државном конзерваторијуму у Прагу исте 1929. године, где је, захваљујући квалитету тог дела, одмах примљена на последипломске студије.
У Прагу је 1930. компоновала „Гудачки квартет“, прву српску атоналну композицију, али је незадовољна квалитетом спалила партитуру.
Учествовала је 1933. године на фестивалу Међународног друштва за савремену музику у Амстердаму својим „Дувачким квинтетом“, међународна критика је то оценила као једно од најбољих дела. Ту је уочио Херман Шерхен који је позвао исте године на свој фестивал савремене музике у Стразбуру где је дириговала своју „Музику за оркестар“ у оквиру „Session d' études musicales et dramatiques“.
Љубица Марић је непосредно после Другог светског рата компоновала известан број клавирских композиција, соло песме и Сонату за виолину и клавир.
Њено стваралачки најуспешније раздобље било је између 1955. и 1963. године када су настале композиције: кантата „Песме простора“ (која је представљала југословенску музику на Светској изложби у Бриселу 1957), Пасакаља за симфонијски оркестар, Музика октоиха бр. 1, „Византијски концерт“ за клавир и оркестар, камерна кантата „Праг сна“ за три солиста и камерни оркестар, Ostinato super thema octoiha, за камерни оркестар и клавир соло.
Овај интензиван радни период нагло се прекинуо 1964. године смрћу њене мајке, особе коју је сматрала најзаслужнијом за све што је у свом професионалном животу постигла, тако да све њене композиције носе посвету „Мојој Мајци“. После скоро двадесет година прекида, Љубица Марић је почеком осамдесетих година поново почела да компонује.
У својој музици остварила је синтезу средњовековне музике и авангардних искустава музике 20. века.. Љубица Марић је „први композитор који је употребио црквену мелодију (пореклом из средњовековне византијске духовне музике) за структурну (мелодијску и хармонску) изградњу сопственог нелитургијског и непрограмског дела“. Осим некадашње Југославије, њена музика је заступљена и у Холандији, где се одржао низ концерата, у Немачкој где је издавачка кућа „Furore Verlag“ из Касела објавила партитуре свих њених музичких дела, у Уједињеном Краљевству где је дискографска кућа „Chandos“ издала компакт-диск са њеним најрепрезентативнијим композицијама.
Осим музике, бавила се и ликовном уметношћу, а писала је и филозофску поезију. Последњих неколико година живота водила је дневничке белешке.

### Дувачки квинтет
Дувачки квинтет рано је дело Љубице Марић написано 1931. године у доба студија код Јозефа Сука на Мајсторској школи прашког Конзерваторијума који је композиторка похађала у периоду од 1929. до 1932. године. Премијерно је изведен на Интернационалном фестивалу у Амстердаму 1933. године где је оцењен као најинтересантније и најоригиналније дело. У овој композицији, као и у осталим раним композицијама насталим у периоду студија (Соната за соло виолину-1930, Музика за оркестар-1933, Гудачки квартет-1935, Четвртстепени трио за кларинет, тромбон и контрабас-1937, Свита за четвртстепени клавир-1937) композиторка је на оригиналан начин приближила прошлост и оживела је савременим језиком. Дело је од посебне важности будући да је композиторка у њему установила елементе који ће остати одлике њеног позног стила: полифонија, сложена хармонска сазвучја, слободан музички облик, политоналност, субјективност. Ово четвороставачно дело одаје утицаје експресионистичког израза уз очуване елементе традиционалне форме.

### Песме простора
Кантата Песме простора премијерно је изведена 1956. године када је својом авангардном новином представила удар конвенцији, те је изазвала јавну друштвену срџбу. Ово дело представља стуб авангардности Љубице Марић и чини основну црту њеног стваралачког {creda}. Летерарну основу кантате чине надгробни натписи са стећака босанских богумила. Од четрнаест натписа са којима се сусрела, композиторка је изабрала седам, омузикаливши поменуте текстове у седам певања. Дакле, кантата је подељена на два дела: први део чини прелудијум и три епитафа, док други део сачињавају преостала четири епитафа. Две целине на које је подељена кантата омеђене су паузом, а кулминације сваке целине очигледне су у последњим певањима. Инспирацију за наслов Песама простора композиторка је објаснила на следећи начин:
Простор у исто време значи и простор и време и постојање. Смрт је иза простора, ванвремена, ништа. Али у доживљају, она се противставља животу, стога је увек живолика, ма и како најапстрактнији негатив постојања.
Савременост вертикале као последица архаичности хоризонтале, суштина је постојања и дејства прошлог и садашњег времена у кантати. Димензија архаичног, важна је и за ранија дела Љубице Марић, а архаизацију музичког тока композиторка врши на мноштво начина, пре свега путем текста. Будући да су епитафи писани у првом лицу, успоставља се необичан контакт са њима. У Песмама простора, мелодије и ритам произилазе из текста, те је постигнуто чврсто јединство музике и текста. Мелодијске линије гласова су најчешће речитативно третиране и подупиру емоционална дејства текста. Претежно модално обојене мелодије уског амбитуса, који се неретко сажима до рецитовања на једном тону и мелодије са секундом као градивним елементом са честим секвентним усмерењем наниже само су неке од назнака архаизације хоризонталног музичког тока.
Облик ставова је јединствен. Они се нижу без видљивог прекида а негде прелазе један у други прожети једним мотивом или већим бројем сличних, сродних мотива.
У Песмама простора Љубица Марић је установила важне елементе које ће задржати у свом даљем раду:
- оркестар необичног колорита (у овом случају на овакав колорит утиче избор клавира и харфе као обавезних инструмената),
- необичне хармоније,
- полифоно ткање,
- зависност метрике речи од метрике музике,
- дубока психолошка повезаност речи и музике,
- скривено асоцирање на дух народног појања.

Потенцирањем актуелизације прошлости на само њој својствен начин, „Песме простора су постале савремени вид доживљавања прошлости.”

### Пасакаља
Утицаји барокне традиције очигледни су у стваралаштву Љубице Марић. Композиторка се поново вратила реторици барока 1958. године, овога пута посежући за формом пасакаље коју је на специфичан начин покушала да осавремени и оживи. Пасакаља је већ након првог извођења доживела велики успех како код критике тако и код слушаоца, а оцењена је као велико дело савремене музике. Инспирацију за тему пасакаље композиторка је поново пронашла у прошлости, овога пута народној. Песму из Поморавља, Заклела се Моравка дјевојка, композиторка је преузела из збирке Владимира Ђорђевића и уградила је као основни градивни елемент своје пасакаље. Ова народна песма постала је тема за тридесет четири варијације које граде ову пасакаљу. Кроз ову необичну, кратку, једноставну тему, уског амбитуса од мале терце са нестабилним средњим тоном који упућује директно на праксу народног певања, Љубица Марић је остварила контакт са прошлошћу на јединствен начин. Архаичност у овом делу композиторка постиже савременим средствима хармоније и оркестрације.

### Византијски концерт
Љубица Марић компоновала је опсежни целовечерњи циклус под насловом Музика октоиха, који обједињује Музику октоиха бр. 1, Византијски концерт, кантату Праг Сна и Остинато супер тему октоиха. Заједничко овим делима јесте да су засновани на напевима из Осмогласника Стевана Мокрањца, тј. свако од дела писано је по одређеном гласу из поменуте Мокрањчеве збирке. Љубица Марић пришла је напевима привучена њиховом душевном садржином оваплоћеном у модалној тонској материји организованој на принципу формула.
Византијски концерт за клавир и оркестар (1959) писан је по II, III и IV гласу. Дело има три става који се нижу без прекида, не контрастирајући битно у изразу, а њихов слободни, рапсодични облик покорава се само унутрашњој логици развоја музичких мисли. Поднаслови ставова су: 'звук и звоњава', ' у тами и одсјају' и 'тутњава и бљесак'. Дело представља медитативно, интровертирано понирање у особене звучне светове. Полиметрија је обично искоришћена ради постизања слободне, невезане ритмичке структуре. Састав инструмената је следећи: гудачки и лимени дувачки инструменти, харфа и удараљке. Синтеза реских звучности модерног хармонског идиома са строгом дијатоником древних напева доприноси стварању посебне атмосфере, архаичне и савремене у исти мах. Љубица Марић слободно ниже музичке токове, слободно ствара музичке одсеке, делове, и често веома карактеристичне епизоде. Клавирска деоница није виртуозна, већ инкорпорирана у деонице других инструмената. Ритмика је лебдећа, без јасних метричких ослонаца чему доприноси коришћење синкопа и равномерно понављање једног тона или сазвучја. Хармонија је више производ слободног кретања деоница. Провлачење мотива произашлих из истог гласа осигурава тематско јединство сваког става, а модални карактер мелодија јединство сва три става као целине. Први став је у основи троделан (са кодом), цео је изграђен од хексакорада другога гласа. Док је други став врста солистичке каденце целог концерта (варијациона барокна форма са једноставном првом темом), трећи став представља драматски центар концерта, кроз музику која делује разорно и рушилачки.

### Праг сна
Праг сна је камерна кантата за рецитатора, сопран и алт соло и камерни оркестар од 11 инструмената, настала 1961. године. Заузима у извесном смислу место лаганог става у циклусу по напевима Осмогласника. Текст кантате чине три песме (Пренуће, Живи дан, Праг сна) и један фрагмент песника Марка Ристића, у надреалистичком стилу. Текстови су повезани заједничком мисаоном подлогом која говори о свести, подсвести и несвести, о животу и смрти. Ово дело карактерише преплитање и укрштање стихова свих поетских текстова, а не просто низање песама. На тај начин музика делује ефектније.
Композицију почиње алт соло речитативом, по стиховима из песме Праг сна, који се преплиће са речитативом сопрана соло по стиховима песме Пренуће. Рецитатор наступа усред преплитања ова два гласа, рецитујући песму Живи дан. Након што алт и сопран наставе свој дијалог, рецитатор се јавља са идејно и звучно занимљивим и поетичким текстом, а крај доноси алт соло последњим стиховима Праг сна.

### Соната за виолину и клавир
Ова троставачна соната један је од највреднијих прилога српској литератури за виолину. Настала је 1948. а њен приступачан тонски језик, формална прегледност и интензивна романтичарска изражајност само су неки од квалитета дела. Увек присутан народни дух у делу Љубице Марић у овој композицији „избија” кроз имагинарни фолклор.

### Чаробница-мелодијска рецитација за сопран и клавир
Као текстуална основа ове композиције, настале 1964. године, послужила је Осма еклога из Вергилијевих Буколика. Мелодијски речитатив је великог амбитуса и сложене ритмичке структуре док клавир има велику улогу у остваривању жељене атмосфере. Облик је слободно прокомпонован а све је подређено текстуалном садржају.

### Из тмине појање
Ова речитативна кантата написана је 1984. године а у њој Љубица Марић наставља да продубљује константе особености свог музичког израза (интересовање српски средњи век, архаичност, духовност, модална хармонија...) Текстуалну основу дела чине записи српских монаха из XIII и XV века на маргинама књига које су преписивали и читали, а које је сакупио и објавио историчар књижевности Ђорђе Трифуновић. Кроз овакву текстуалну основу композиторка је успела да понови ефекат остварен у Песмама простора-стопљеност средњег века и савременог тренутка. Поднасловом речитативна кантата композиторка је истакла вокални стил у делу као и важност текста из кога произилази мелодика.

### Торзо
Торзо, калвирски трио за виолину, виолончело и клавир, написан је 1996. године. Поркомпонована, еволутивна и флуидна форма која је слојевита и уланчана упућује на сраслост времена (прошлог, садашњег и будућег) и простора који су од давнина стална преокупација у поетици Љубице Марић. У самом наслову скривена је суштина дела: торзо-исечак тела, односно ова композиција представља исечак времена.

## Третман текста у делима Љубице Марић
Према мишљењу Љубице Марић: Кад поетски текст побуди музичара да га изрази звуком прихвата се најчешће као препознавање нечег сопственог што латентно већ пребива у нама. Текст је изложен могућности да буде веома субјективно тумачен и да се јави у новом руху и значењу. Мелита Милин истиче да је Марићева изузетно осетљива на лепоту и изражајност песничке речи. Текстови на које је компоновала Љубица Марић обично су је наводили да од различитих самосталних облика и делова начини драматуршку целину која ће се подредити једној јединственој идеји, остварити јединствен дух казивања. Инспиришу је стихови на српском – од текстова средњовековних писаца до Његошевог Горског Вијенца и песама из збирке Nax microcosmica Марка Ристића. Посебно је привлаче текстови са ауром архаичног и обредног. Типично за Љубицу Марић је истицање важности текста меким речитативним вођењем вокалне деонице осцилацијама малих и великих секунди и у кратким хроматским покретима унутар терце и кварте. Служи се поступцима као што су дужи и краћи глисанди, мелизматика, рад са неодређеним висинама тонова, парландо. Мешовита употреба тих средстава удружена је са врло рафинираним метро-ритмичким артикулацијама које знатно доприносе пластичности и животности музичког исказа.

## Наслеђе
Унеско је стогодишњицу рођења Љубице Марић, 2009. годину, уврстио у свој календар значајних годишњица. То је на Унесковом списку годишњица за 2008. и 2009. годину једина годишњица из Србије. Министарство културе и информисања Републике Србије је 2008. године именовало Одбор за обележавање прославе стогодишњице рођења Љубице Марић. Овај одбор су чинили: Дејан Деспић (председник), Ивана Стефановић, Димитрије Стефановић, Даница Петровић, Борислав Чичовачки, Бојан Суђић, Ивана Авжнер, Биљана Здравковић, Милан Михајловић, Зоран Хамовић и Надица Момиров.
Током 2009. одржано је низ концерата у Београду, где су изведена сва дела Љубице Марић. Од укупно тридесетак дела, два рукописа су пронађена у заоставштини и изведена премијерно. Издата су и четири компакт-диска са њеним композицијама (ПГП-РТС), отворена изложбе у Галерији САНУ, међународни симпозијум о њеном стваралаштву, одржана промоција њених књижевних радова, као и откривена спомен-плоча на згради у којој је живела, у Улици Џорџа Вашингтона 36.
Љубица Марић и Исидора Жебељан су две српске композиторке које су током XX и почетком XXИ века биле су најистакнутије и репрезентоване у светским музичким оквирима.

## Дела
- Туга за ђевојком, за мушки хор (1928)
- Соната фантазија, за виолину соло (1928/29)
- Гудачки квартет (1930/31) – изгубљено
- Дувачки квинтет (1931)
- Музика за оркестар (1932)
- Свита, за четврттонски клавир (1936/37) – изгубљено
- Трио, за кларинет, тромбон и контрабас (1937) – изгубљено
- Скице, за клавир (1944) – изгубљено
- Четири импровизације  и фуге на тему Октоиха, за клавир (око 1944) – изгубљено
- Три прелудијума и етида, за клавир (1945, рев. 1997)
- Две песме, за мешовити хор (1945) – изгубљено
- Тријумфални марш, за симфонијски оркестар (вероватно 1945) – изгубљено
- Три народне песме, за мешовити хор (1946)
- Дечји хорови (1946/64)
- Песма и игра, за клавир (1947)
- Бранково коло, за клавир (1947)
- Соната за виолину и клавир (1948)
- Стихови из „Горског вијенца“ за баритон и клавир (1951)
- Песме простора, кантата за мешовити хор и симфонијски оркестар(1956)
- Пасакаља, за симфонијски оркестар (1957)
- Октоиха 1, за симфонијски оркестар (1958/9, рев.1998)
- Византијски концерт, концерт за клавир (1959)
- Праг сна, кантата за сопран, мецо-сопран, наратора и камерни оркестар (1961)
- Остинато супер тема Октоиха, за клавир, харфу и гудачки оркестар (1963)
- Ламент, пасторала и химна, за мешовити хор и инструментални ансамбл, из говорног ораторијума Речи и светло (1962/66)(редактура Мирјана Живковић, 2009)
- Чаробница, мелодијска рецитација за сопран и клавир (1964)
- Песма, за флауту (1976)
- Инвокација, за контрабас и клавир (1983, рев. 1998)
- Монодија Октоиха, за виолончело соло (1984)
- Из тмине појање, речитативна кантата за мецо сопран и клавир (1984)
- Асимптота, за виолину и гудачки оркестар (1986)
- Чудесни милиграм, за флауту и сопран (1992)
- Архаја, за гудачки трио (1992)
- Архаја 2, за дувачки трио (1993, рев. 1998)
- Торзо, за клавирски трио (1996, рев. 1998)